# Tommy Flowers
Pour les articles homonymes, voir Flowers.
Thomas « Tommy » Harold Flowers (22 décembre 1905 - 28 octobre 1998) est un ingénieur anglais.
Pendant la Seconde Guerre mondiale, il conçut le Colossus, un  calculateur électronique fondé sur le système binaire. 
Le premier, Colossus Mark 1, est construit pour aider à décrypter les messages allemands.